# فينستيرارون
فينستيرارون (بالإنجليزية: Finsteraarhorn)‏ هو أحد جبال سلسلة جبال الألب البرنية ويقع في كانتون برن/كانتون فاليز في سويسرا. يحتل المرتبة رقم 8 في قائمة جبال سويسرا من حيث الارتفاع، إذ يبلغ ارتفاعه حوالي 4274 متر، بينما يبلغ ارتفاع نتوء الجبل 2280 متر، هذا وقد سجل أول وصول لقمة الجبل عام 1829.